# IEEE 1012
IEEE 1012 és una normativa del IEEE que fa referència a la verificació i validació (V&V) del programari es quant a assegurar les seves especificacions o propòsit inicial. IEEE 1012 també està relacionada amb el control de qualitat del programari i és responsabilitat dels assajadors d'especificacions com una part del cicle de vida (ISO/IEC 12207) del programari. El procés de verificació implica la detecció i correcció d'errors, el procés de validació implica el compliment dels objectius o especificacions del programari.

Fig.1 Esquema de V&V en el procés de global del programari

## Procediments
El procés de verificació implica respondre a la pregunta : el producte és correcte?
El procés de validació implica respondre a la pregunta : el producte està fet correctament ?
IEEE 1012 suporta 6 processos segons la norma ISO/IEC 12207:
- Procés de gestió (planificació del manegament de tot el projecte).
- Procés d'adquisició (inici del projecte, preparació del contarcte, monitoreig del subministrador).
- Procés de subministrament (definició dels processos amb el subministrador del projecte).
- Procés de desenvolupament (definir totes les tasques de creació).
- Procés d'operació (utilització del programari per l'usuari final).
- Procés de manteniment (gestió dels canvis al programari).